# Alkanna confusa
Alkanna confusa är en strävbladig växtart som beskrevs av Samuelss. och Karl Heinz Rechinger. Alkanna confusa ingår i släktet Alkanna och familjen strävbladiga växter. Inga underarter finns listade i Catalogue of Life.